# Ines Cassettari
Ines Cassettari (fallecida en 1943) fue una italiana que emigró a América cuya biografía la hizo famosa Nació en 1866 o 1867 en Lombardía, Italia, y abandonada al nacer, y vivió en un orfanato y más tarde en una casa de acogida. Fue forzada a casarse con un hombre abusador. Emigraron a los Estados Unidos de América, donde rechazó dirigir un burdel para él y finalmente le abandonó. Ella se volvió a casar y trabajó como señora de la limpieza en el Chicago Commons hasta que falleció.
Se cambió el nombre a Rosa Cavalleri en Rosa: La Vida de un Inmigrante italiano, la cual fue su autobiografía  cuando fue transcrita por Marie Sala Ets; fue publicada en 1970 y republicada en 1999. Conoció a Ets en el Chicago Commons. Italian Signs, American Streets: The Evolution of Italian American Narrative por Fred L. Gardaphe llama a su libro "una de las narrativas de inmigrantes italiano-americano más fuertes".